# Statică
Statica este ramura mecanicii, care se ocupă cu studiul sarcinilor (forță și moment) la sisteme fizice ce se află în echilibru static, adică care sunt într-o stare în care pozițiile relative ale subsistemelor lor nu variază în timp față de celelalte. În echilibru static, sistemul este fie în repaus, fie centrul său de masă se deplasează cu viteză constantă.
Prin prima lege a lui Newton, această situație implică faptul că atât forța rezultantă cât și momentul, în orice parte a sistemului este zero. Din această definită constrângere, se pot deriva mărimi ca tensiuni sau presiuni. Forța rezultantă egală cu zero este cunoscută sub numele de prima condiție de echilibru, iar momentul rezultant egal cu zero, este cunoscut sub numele de a doua condiție de echilibru.

## Vectori
Un scalar este o cantitate, cum ar fi masa sau temperatura, care are doar valoare (mărime). Un vector este o cantitate care are atât o valoare, cât și o direcție. Există mai multe notații pentru a identifica un vector:
- Caracter îngroșat V
- Caracter subliniat V
- Caracter cu săgeată deasupra {\displaystyle {\overrightarrow {V}}}.

Vectorii pot fi însumați folosind legea paralelogramului sau legea triunghiului. Vectorii conțin componente din baze ortogonale. Versorii i, j și k  sunt folosiți, prin convenție, în sistemele de coordonate carteziene de-a lungul axelor x, y, z.

## Forță
Forța este acțiunea unui corp asupra altuia. O forță este fie o împingere fie o tragere. O forță tinde să deplaseze un corp în direcția acțiunii sale. Acțiunea unei forțe este caracterizată prin mărimea sa, prin direcția sa și prin punctul său de aplicare. Astfel, forța este o mărime vectorială, pentru că efectul său depinde de direcția sa, precum și de valoarea acțiunii.
Forțele sunt clasificate ca fiind de contact sau forțe masice. O forță de contact este produsă prin contact fizic direct; un exemplu este forța exercitată asupra unui corp de o suprafață de sprijin. O forță masică este generată de poziția corpului într-un câmp de forță, cum ar fi un câmp gravitațional, electric sau magnetic. Un exemplu de o forță masică este greutatea unui corp supus atracției gravitaționale a Pământului.

## Momentul forței
În plus, față de tendința de a deplasa un corp în direcția sa de acțiune, o forță poate produce și o tendință de rotire unui corp în jurul unei axe. Axa poate fi orice dreaptă care nu este nici concurentă, nici paralelă cu direcția acțiunii forței. Această tendință de rotație este cunoscută sub numele de momentul forței, M. Formula pentru momentul forței este:
{\displaystyle {\vec {\tau }}={\vec {r}}\times {\vec {F}}}
unde {\displaystyle {\vec {r}}} este distanța perpendiculară de la centrul de rotație până la vectorul forței.

## Ecuațiile de echilibru
Pentru statică, sunt doar două ecuații de echilibru, cea pentru forțe și cea pentru momente:
{\displaystyle \Sigma F=0} si {\displaystyle \Sigma M=0}. Aceste ecuații înseamnă că suma tuturor forțelor, respectiv a momentelor lor, trebuie să fie 0 pentru ca sistemul să fie în echilibru.

## Moment de inerție
Este varianta rotațională a inerției liniare. Momentul de inerție este rezistența corpului la accelerație unghiulară. Simbolul pentru momentul de inerție  este I iar unitatea în SI este kg·m2.
Calcularea momentul de inerție diferă în funcție de figura geometrică a corpului. Spre exemplu, pentru o sferă este dat de formula:
{\displaystyle I={\frac {2}{5}}mr^{2}}